# Helene Bergsholm
Helene Naustdal Bergsholm (født 20. juli 1992 i Førde, Sogn og Fjordane) er en norsk skuespiller. Hun har hovedrollen i ungdomsfilmen Ta' mig, baseret på Olaug Nilssens roman af samme navn.
Bergsholm har været elev ved Hafstad videregående skole i Førde i perioden 2008–2011, og var i 2011 elev ved Jæren folkehøgskule.